# Solter dubiosus
Solter dubiosus is een insect uit de familie van de mierenleeuwen (Myrmeleontidae), die tot de orde netvleugeligen (Neuroptera) behoort. 
Solter dubiosus is voor het eerst wetenschappelijk beschreven door Hölzel in 1981.